# Am Sklavenmarkt

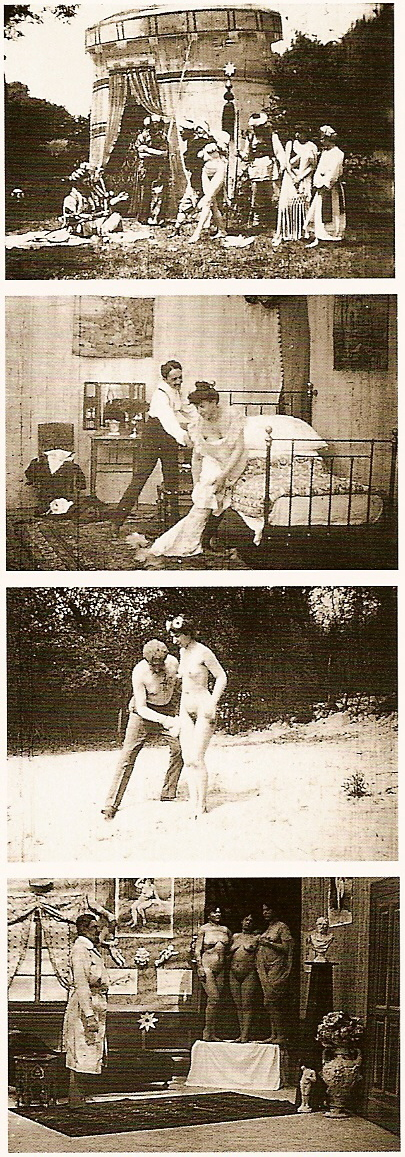

Am Sklavenmarkt är en österrikisk kort pornografisk film från 1907, regisserad av Johann Schwarzer. Det är med största sannolikhet den första film som gjorts i Österrike, samt en av de första att innehålla pornografiska sekvenser.